# Pier Leone Ghezzi

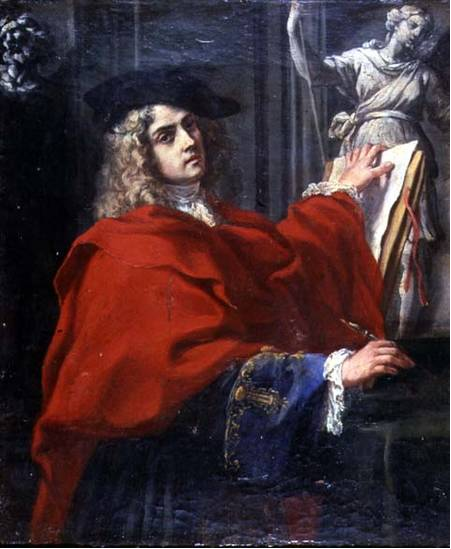
Zelfportret van Ghezzi.

Pier Leone Ghezzi (28 juni 1674 in Rome - 6 maart 1755 in Rome) was een Italiaanse schilder, etser en tekenaar.
Hij was een leerling van zijn vader Giuseppe Ghezzi. Pier Leone Ghezzi was op het gebied van frescoschilderen- en emailleren actief maar dankt zijn reputatie vooral aan zijn vaardigheid om karikaturen te tekenen. Hij was zeer bedreven in het met snel aangebrachte lijnen karakteriseren van zijn onderwerpen.  Veel van de portretten en karikaturen zijn van toeristen en inwoners van Rome, waaronder musici als Vivaldi, Pergolesi en de castraat Farinelli.
Het midden van de 18e eeuw was een periode waarin veel edelen en kunstliefhebbers uit Noord-Europa Rome bezochten, vaak in het kader van een vormende
grand tour. Zo kwam het dat Ghezzi veel karikaturen van Britse "milords" tekende.  
Ghezzi heeft veel bijgedragen aan de ontwikkeling van het karikatuur. Een aantal tekeningen werd al tijdens zijn leven gegraveerd en verkocht. Ze werden vaak in Britse collecties opgenomen. In 2019 vindt men verzamelingen in onder andere de Pierpont Morgan Library in New York en de Biblioteca Apostolica Vaticana in Rome.